# 童双春
童双春（1934年7月—2021年5月28日），原名童永江，男，浙江宁海人，中華人民共和國滑稽戲和独脚戏表演藝術家、国家级非物质文化遗产独脚戏代表性传承人。

## 生平
1948年，肄业于上海民生中学。1949年底，考进杨笑峰举办的滑稽训练班。1949年，拜杨笑峰为师。1950年，童双春師從姚慕双、周柏春，因而屬於双字辈。之後加入上海蜜蜂滑稽剧团。1960年，上海蜜蜂滑稽剧团併入上海人民艺术剧院。1978年，参与重建上海曲艺剧团，後來又担任上海滑稽剧团负责业务的团长。1978年，童双春開始与李青搭檔演出。1979年，童双春出演文革後首部滑稽戏《出色的答案》。1991年，從上海滑稽剧团退休並组建上海太平洋海康艺术团並親自出任团长。1996年创立太平洋艺术团。
2006年起，童双春担任上海白玉兰戏剧表演艺术奖评委。2007年后创立童双春艺术工作室。2008年與严顺开等担任上海文化广播影视集团有限公司新娱乐频道節目笑林大会的评委。2013年，童双春出演封箱戏《囧人黄小毛》。
2018年12月，童双春出席姚慕双百年诞辰的研讨会。2020年8月，出席上海文联举办的《笑坛欢曲迎双春：童双春》新书发布会，並与李青站着表演了近七分钟的《日本越剧》。
晚年居住在田林街道一栋6楼公房。2021年5月28日在上海第六人民医院去世。

## 奖项和荣誉
2018年5月獲評第五批国家级非物质文化遗产代表性项目代表性传承人。10月7日，被授予“中国文联终身成就曲艺艺术家”。